# IOS 17
iOS 17 ist die 17. Version von iOS, dem Betriebssystem von Apple für iPhones. Es wurde am 5. Juni 2023 bei der Worldwide Developers Conference vorgestellt. Das Betriebssystem wurde am 18. September 2023 veröffentlicht.

## Neuerungen
Apple gibt an, vor allem bei vier Punkten Verbesserungen durchzuführen: Kommunikation, Teilen von Inhalten, Eingabe von Inhalten und generelle Neuerungen. In einem PDF listet Apple rund 280 neue Funktionen.

### Kontaktposter
Die sogenannten Kontaktposter sind eine neue Art, Telefonanrufe mit dem iPhone entgegenzunehmen. Dem Angerufenen wird das Poster des Anrufers angezeigt. Das Poster ist mit Bild, Schriftfarbe und Schriftart anpassbar.

### „Dynamic Island“
Seitdem der Bildschirm der iPhones fast die gesamte Frontfläche ausfüllt, bleibt eine kleine Stelle für die Kamera und die Face-ID-Sensoren ausgespart. iOS 17 stellt diesen bereits mit iOS 16 eingeführten Bereich deutlich dar und vergrößert ihn bei Bedarf optisch, um dort Nachrichten von Programmen anzuzeigen, die aktuell im Hintergrund aktiv sind.

## Systemvoraussetzung
iOS 17 ist für folgende Modelle verfügbar:
- iPhone 15 (Plus; Pro; Pro Max)
- iPhone 14 (Plus; Pro; Pro Max)
- iPhone 13 (mini; Pro; Pro Max)
- iPhone 12 (mini; Pro; Pro Max)
- iPhone 11 (Pro; Pro Max)
- iPhone XS (Max)
- iPhone XR
- iPhone SE (2. Generation oder neuer)